# Ascochilus emarginatus
Ascochilus emarginatus là một loài thực vật có hoa trong họ Lan. Loài này được (Blume) Schuit. mô tả khoa học đầu tiên năm 2001.